# Панареа (Месина)
Панареа је насеље у Италији у округу Месина, региону Сицилија.
Према процени из 2011. у насељу је живело 320 становника. Насеље се налази на надморској висини од 21 м.